# Heel
En heel er et udtryk inden for wrestling, der bruges om "den onde" eller skurken, som publikum ikke holder med. En heel står typisk i stærk kontrast til et babyface, eller bare face, (fanfavoritten eller "den gode"). Der eksisterer dog en gruppe, der kaldes tweenere, der bruger nogle af de samme kneb som heel-wrestlere. 
Heel-wrestlere opfører sig ofte amoralsk og bryder reglerne, når de kan slippe af sted med det. Andre har særlige træk ved deres personlighed (gimmick), som gør, at fans ikke bryder sig om dem. Hvis en heel-wrestler skulle blive mere populær blandt fans, kan en promotor vælge, at wrestleren skal blive til face-wrestler. I andre tilfælde kan heel-wrestleren også gøre noget værre, der gør ham endnu mere upopulær blandt fans. 
Roddy Piper, Hollywood Hogan og Ric Flair er blandt nogle af de mest succesrige heel-wrestlere. Ric Flair var også leder af én af de mest succesrige heel-grupper nogensinde, nemlig The Four Horsemen, som han dannede i slutningen af 1980'erne. Også Hollywood Hogan var leder af én af de mest magtfulde heel-grupper inden for wrestling nogensinde, nemlig New World Order (nWo) i 1990'erne. 
| Sport | Spire Denne artikel om sport er en spire som bør udbygges. Du er velkommen til at hjælpe Wikipedia ved at udvide den. |